# Газовый завод Хасанпаша
Газовый завод Хасанпаша (тур. Hasanpaşa Gazhanesi , также известный как Kadıköy Gazhanesi или Kurbağalıdere Gazhanesi, современный Музейный газовый завод, Müze Gazhane) — газовый завод по производству угольного газа в Стамбуле, Турция. Здание бьло построено в 1892 году и переоборудовано в художественный и культурный центр и музей технологий в 2021 году.

## История

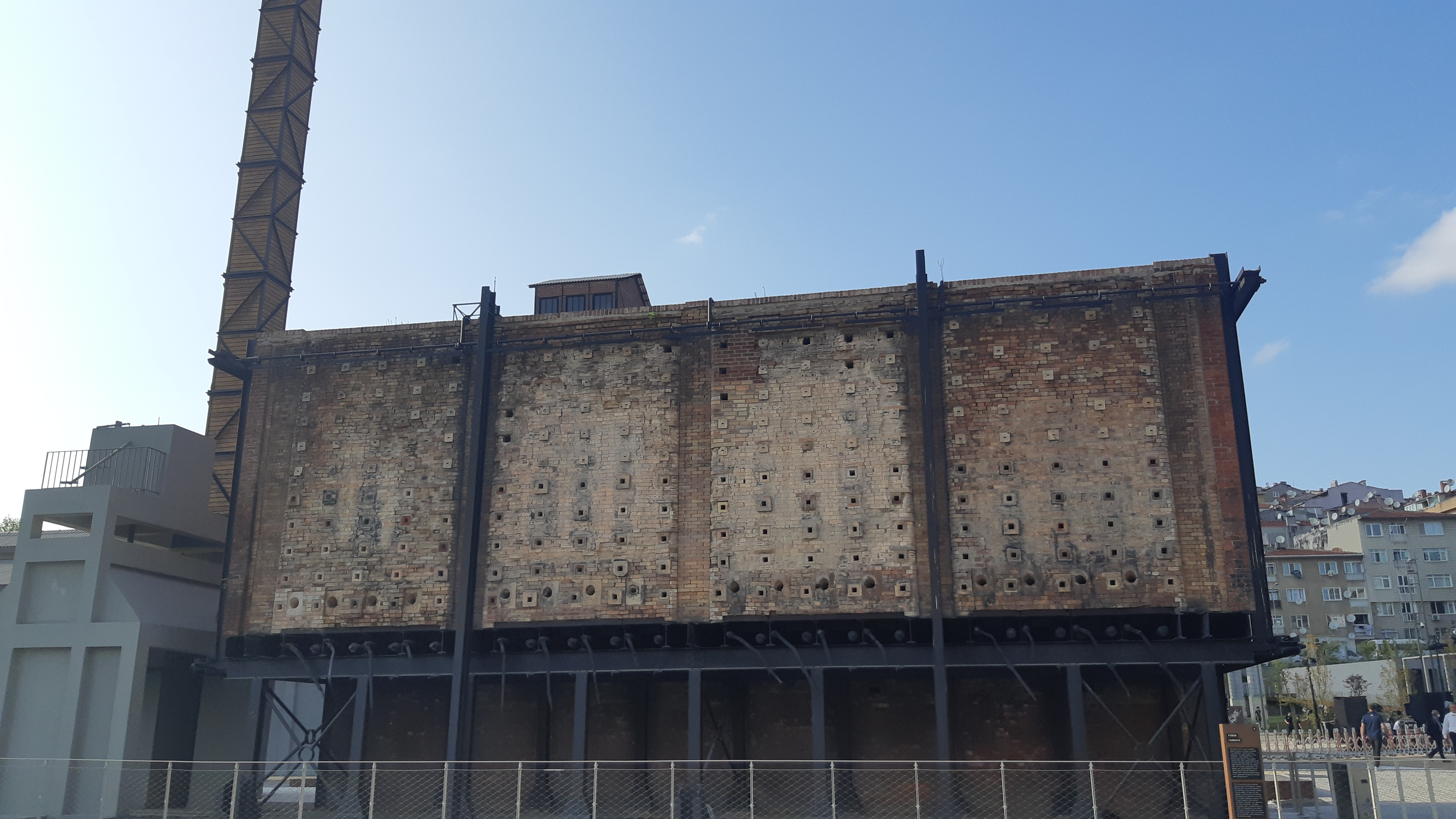
Промышленная коксовая печь Газового завода Хасанпаша (сентябрь 2021 года).

Здание расположено по адресу Курбагалыдере, 125, в Хасанпаше района Кадыкёй в Стамбуле, Турция.
Оно было построено в 1892 году во времена Османской империи для удовлетворения потребностей анатолийской части Стамбула в угольном газе и электроэнергии. В то время это был один из четырёх газовых заводов Стамбула, остальные находились в Долмабахче, Едикуле и Кузгунчуке. Освещение анатолийской стороны Стамбула с 1860-х годов осуществлялось за счёт газа, поставляемого с газового завода Кузгунчук. Поскольку его стало недостаточно, было запланировано строительство нового газового завода. 28 июля 1891 года Османской объединённой компании «Освещение газом и электричеством» была предоставлена концессия сроком на 50 лет на обслуживание районов Кадыкёй, Ускюдар и анатолийской стороны освещением и отоплением с использованием угольного газа. Соглашение было подписано между инженером Анатолием Барсилом, представляющим парижского производителя железа Шарлем Жоржем и мэром Ридваном-пашой, представляющим Османское государство. Архитектор-подрядчик Гульельмо Семприни начал строительство газового завода 1 августа 1891 года. Газовый завод был введён в эксплуатацию в 1892 году под управлением компании «Üsküdar-Kadıköy Gaz Şirket-i Tenviriyesi» («Компания газового освещения Ускюдар-Кадыкёй»). Расположенный недалеко от Курбагалыдере в Кадыкее, уголь сначала доставлялся по воде, потом по железной дороге до завода, где и перерабатывался в угольный газ. Газовый завод, получивший название «Газовый завод Курбагалыдере» или «Газовый завод Кадыкёй», позже из-за своего местоположения был назван «Газовый завод Хасанпаша».
Газовый завод работал непрерывно до Первой мировой войны. Добыча газа прекращалась во время и после войны. Во времена нехватки угля здесь топили оливковые ямы, чтобы предотвратить перебои с подачей газа. Завод продолжал функционировать и в республиканскую эпоху. В октябре 1924 года, через год после основания республики, турецкое правительство продлило концессию с «Газовой компанией Ускюдар-Кадыкёй» ещё на 50 лет. Соглашение подписали мэр Эмин от правительства и член правления компании Ариф Хильмет. Компания, управляющая газовым заводом Едикуле, приобрела газовую компанию «Ускюдар-Кадыкёй» в 1926 году и продолжила работу как «Istanbul Havagazı ve Elektrik Teşebbüsatı Sanaiye Türk Anonim Şirketi».
В период с 1938 по 1944 год Кадыкёйский газовый завод продолжал существовать независимо от других компаний. С 1945 по 1993 год он работал в рамках компании «Istanbul Elektrik, Tramvay ve Tüne Şirketi, IETT».
Работа газового завода прекратилась 13 июня 1993 года из-за снижения спроса на газ после начала использования природного газа.

## Проект перестройки
После закрытия газового завода его земля использовалась IETT под склад, гараж, свалку, свалку мусора и хранилище угля. В 1994 году было решено демонтировать оставшиеся части конструкции. Снос удалось предотвратить благодаря сопротивлению жителей и поддержке неправительственных организаций. Газовый завод был объявлен охраняемой территорией.
В 1996 году началось создание Некоммерческой организации «Gazhane Çevre Gönüllüleri» («Волонтёры по охране окружающей среды газового завода»), в 1998 году она превратилась в кооператив. Волонтёры попросили превратить газовый завод в культурный центр. До 2009 года на этом месте было проведено восемь фестивалей. Бесплатные фестивали включали выставки, музыкальные концерты, танцевальные и театральные представления.
Проект реставрации был подготовлен Стамбульским техническим университетом (İTÜ) в период с 1998 по 2001 год. После одобрения проекта Советом по охране природы в 2014 году муниципалитет Стамбула-Нетрополитен 8 января того же года объявил тендер. Ответственным за надзор и руководство проектом был отдел истории архитектуры и реставрации архитектурного факультета ITÜ.
Реконструкция началась 7 марта 2014 года и завершилась в 2021 году, на два года позже запланированного.

## Музей газового завода
9 июля 2021 года здание было открыто как новый центр культуры и искусства Стамбула под названием «Müze Gazhane» («Музей газового завода»). Это музей науки и техники с выставками, который занимает площадь 30 000 м² (320 000 фут²). Он состоит из библиотеки, насчитывающей около 10 000 книг, названной в честь профессора Афифе Батур, руководительницы проекта реставрации, двух театральных залов (на 300 мест и на 130 мест), кафетерия, ресторана и общественных помещений.